# Zonctorony
Zonctorony (szlovákul Tureň) község Szlovákiában, a Pozsonyi kerületben, a Szenci járásban. Zonc és Dunatorony egyesítésével jött létre.

## Fekvése
Szenctől 3 km-re délre, a Fekete-víz és a Kis-Duna közti síkon fekszik.

## Története
A község területén a hallstatt korból származó halomsírok találhatók.
Zoncot IV. Béla király 1252-ben kelt adománylevele említi először "Zwnch" alakban. Pozsony várának uradalmához tartozott, 1524-től a gellei érseki szék része volt. Később újra a királyé, majd a Pálffy család birtoka lett.
Vályi András szerint "ZONCZ. Magyar, és tót falu Pozsony Várm. földes Ura Gr. Pálfy Uraság, lakosai katolikusok, fekszik Egyházfalvához közel, mellynek filiája; Hegy-Súrral, Péntek Súrral, és Újfaluval is határos; határja 2 nyomásbéli, szántó földgyein kivűl kevés réttye is van, fája fűszfákból áll."
Fényes Elek szerint "Zoncz, Poson megye. tót f. a kis Duna bal partján: 148 kath. lak., erdővel, s jó legelővel. F. u. gr. Pálffy senioratusa. Ut. p. Cseklész."
Pozsony vármegye monográfiája szerint "Zoncz, magyar kisközség a Feketevíz és a Kisduna között, 37 házzal és 233 lakossal, a kik róm. kath. vallásúak. Hajdan pozsonyi várbirtok volt, melyet II. Lajos király 1524-ben e várbirtokok közül kivett és a gellei érseki székhez csatolt. 1553-ban királyi birtok. Lakosai tótok voltak. Ujabb korban birtokosai a Pálffyak lettek és ma is a gróf Pálffy-szeniorátusnak van itt nagyobb birtoka. A községen kívül kápolna áll, mely 1833-ban épült. Ide tartozik Sóvető puszta. A község postája Magyarbél, távírója és vasúti állomása Szempcz."
Dunatorony első említése 1252-ből származik "Chondol" néven.
1326-ban az akkori pozsonyi káptalan igazgatása alá került és mindvégig oda tartozott. Lakói mezőgazdaságból éltek. A községben semmilyen történelmi emlék nem maradt fenn. A hagyomány azt tartja, hogy itt egykor nevezetes kastély állt halastavakkal, azonban azt semmilyen forrás nem támasztja alá.
Vályi András szerint "TORONY. Tót falu Posony Várm. földes Ura a’ Posonyi Káptalanbéli Uraság, lakosai katolikusok, fekszik Egyházfalvához közel, mellynek filiája; Bodóházhoz, Duna-Újfaluhoz is közel; határja igen szűk, kevés szántóföldgyeiből, és réttyeiből szerzik élelmeket, fája fűzfa, piatza Bazinban, és Posonyban."
Fényes Elek szerint "Torony, tót falu, Poson vmegyében, a Feketeviz mellett: 138 kath. lak. F. u. a posoni káptalan. Ut. p. Cseklész."
Pozsony vármegye monográfiája szerint "Torony, magyar kisközség, 25 házzal és 154 róm. kath. vallású lakossal. 1253-ban Csandal néven IV. Béla Tepuz fiának, Miklósnak adományozza. Ettől Jánoki Jakab vette meg és a pozsonyi káptalannak hagyományozta. 1292-ben már Tornyos-Csandal néven találjuk említeni, a mikor Benedek és rokonai, a pozsonyi káptalan előtt, itteni birtokuk egy része fölött intézkednek. Az 1553-iki portális összeírásban már Thorony néven szerepel és benne csak a pozsonyi káptalan 8 portája adózik. Mindvégig a pozsonyi káptalan maradt az ura, ma azonban nincs nagyobb birtokosa. Postája Magyarbél, távírója és vasúti állomása Szempcz. Ide tartozik Sóvető puszta."
A trianoni diktátumig mindegyik település Pozsony vármegye Szenci járásához tartozott.
Dunatoronyhoz tartozik Sóvető település is, mely 1828-ban még csak puszta volt.
Zonc és Dunatorony községek 1938 és 1945 között újra Magyarországhoz tartoztak, ez idő alatt, 1943-ban egyesítették őket.

## Népessége
| Év:            | 1994. | 2004.   | 2014.    | 2024.    |
| -------------- | ----- | ------- | -------- | -------- |
| Emberek száma: | 840   | 878     | 1089     | 1282     |
| Eltérés:       |       | +4,52 % | +24,03 % | +17,72 % |

| Év:            | 2023. | 2024.   |
| -------------- | ----- | ------- |
| Emberek száma: | 1264  | 1282    |
| Eltérés:       |       | +1,42 % |

1880-ban Dunatorony 183 lakosából 142 magyar, 17 szlovák, 14 német anyanyelvű és 10 csecsemő volt. Ebből 169 római katolikus és 14 zsidó vallású. Zonc 193 lakosából 166 magyar, 13 szlovák, 3 német anyanyelvű és 11 csecsemő. Ebből 182 római katolikus és 11 zsidó vallású volt.
1890-ben Dunatorony 161 lakosából 157 magyar és 3 szlovák anyanyelvű volt.
Zonc 221 lakosából 209 magyar és 11 szlovák anyanyelvű volt.
1900-ban Dunatorony 154 lakosából 152 magyar és 2 szlovák anyanyelvű volt.
Zonc 233 lakosából 226 magyar és 7 szlovák anyanyelvű volt.
1910-ben Dunatorony 202 lakosából 200 magyar és 2 szlovák, míg Zonc 240 lakosából 231 magyar, 5 szlovák, 2 német és 2 egyéb anyanyelvű volt.
1921-ben Dunatorony 221 lakosából 214 magyar és 6 csehszlovák volt.
Zonc 239 lakosából 236 magyar és 3 csehszlovák volt.
1930-ban Dunatorony 261 lakosából 252 magyar és 9 csehszlovák volt.
Zonc 270 lakosából 252 magyar, 17 csehszlovák és 1 német volt. Ebből 269 római katolikus és 1 református vallású volt.
1941-ben 573 lakosából 572 magyar volt.
1970-ben 832 lakosából 749 magyar és 83 szlovák volt.
1980-ban 854 lakosából 740 magyar és 114 szlovák volt.
1991-ben 846 lakosából 728 magyar és 117 szlovák volt. 
2001-ben Zonctorony 842 lakosából 648 magyar és 189 szlovák volt.
2011-ben Zonctorony 983 lakosából 575 magyar, 361 szlovák, 5 cseh, 4 egyéb, 3 cigány, 1-1 ruszin, német és szerb és 32 ismeretlen nemzetiségű volt.
2021-ben Zonctorony 1214 lakosából 571 magyar, 606 szlovák, 3 ruszin, 13 egyéb és 21 ismeretlen nemzetiségű.

## Nevezetességei
- Havas Boldogasszonynak szentelt római katolikus templomát eredetileg 1833-ban kápolnának építették, annak emlékére, hogy véget ért a kolera a faluban. 1955-ben építették át mai formájában, historizáló stílusban. Körülötte két temető található, az egyik a zonciaké, a másik a toronyiaké.
- A határában álló harangláb 1883-ban épült.
- A község régebbi épületei közé tartozik az alapiskola, mely 1926-ban épült.

## Külső hivatkozások
- Hivatalos oldal
- Községinfó
- Zonctorony Szlovákia térképén[halott link]
- E-obce.sk Archiválva 2008. szeptember 16-i dátummal a Wayback Machine-ben
- E-obec.sk
- A „Vasárnap” cikke a községről[halott link]